# مطار ديترويت
 مطار ديترويت ميتروبوليتان وين كاونتي (بالإنجليزية: Detroit Metropolitan Wayne County Airport) (إياتا: DTW، إيكاو: KDTW، معرف الموقع إف إيه إيه: DTW) ويطلق عليه أحيانا مطار مترو ديترويت، مطار ديترويت هو المطار الدولي الرئيسي الذي يخدم ديترويت وهو أكثر مطارات ميشيغان ازدحامًا هو مطار دولي رئيسي في الولايات المتحدة مبني على مساحة 4,850 فدانًا (1,960 هكتار) في رومولوس بولاية ميشيغان. صنفتها الخطة الوطنية لإدارة الطيران الفيدرالية (FAA) لأنظمة المطارات المتكاملة للفترة 2017-2021 على أنها منشأة تجارية رئيسية مركزية كبيرة.
مطار ديترويت مركز رئيسي لخطوط دلتا الجوية كما أنه مركز لخطوط سبيريت الجوية. المطار هو المركز الرئيسي رحلات خطوط لدلتا من آسيا لشرق الولايات المتحدة. للمطار رحلات إلى 30 وجهة دولية و39 ولاية في الولايات المتحدة. تشغل المطار هيئة مطار مقاطعة واين، ويحتوي على ستة مدارج وصالتين و129 بوابة. [6] يمتلك مطار ديترويت مرافق صيانة قادرة على خدمة وإصلاح الطائرات الكبيرة مثل طائرة بوينغ 747-400.
في عام 2008، كان مطار ديترويت بين ثلاثة عشر مطارا الأكثر ازدحاما في الولايات المتحدة من حيث حركة الركاب. ولغاية أغسطس 2008 كأحد أكبر عشر بوابات دولية في الولايات المتحدة. يخدم المطار أكثر من 140 وجهة وقد اختير كأفضل مطار كبير في الولايات المتحدة من حيث رضا العملاء من قبل JD Power & Associates في أعوام 2010 و2019 و2022.

## نبذة تاريخية
بدأت السلطات المحلية تخطط لإنشاء مطار جديد في الأجزاء الغربية من المقاطعة اعتبارا من عام 1927، وتحصلت المقاطعة على ميل مربع واحد من الأرض للمطار، في الركن الشمالى الشرقى من المطار الحالي. اكتمل البناء في عام 1929، وشهد وصول أول طائرة في 22 فبراير 1930. دشنت في تلك السنة شركة طومسون للطيران خدماتها من مطار مقاطعة وين من عام 1931 حتى عام 1945، ضم المطار منشات عمليات الحرس الوطني. كان يسمى خلالها حقل رومولوس الجوي العسكري خلال الحرب. تم الاستغناء عن المدرج الأصلي للمطار (14/32) في وقت لاحق. ومع ذلك، لا تزال أجزاء منه اليوم تستخدم كممرات للطائرات.
بين عامي 1947 و 1950، سعى مسؤولي المقاطعة لتوسعة المطار الصغير وليصبح المطار الرئيسي في ديترويت. وأعيدت تسميته إلى مطار ديترويت وين ميجر الميجر عام 1947 وعلى مدى السنوات الثلاث التالية تضاعف حجمه إلى ثلاثة أضعاف والانتهاء من بناء ثلاثة مدارج طيران. في عام 1949 تم بناء المدارج 3L/21R و9L/27R وعام 1950 تم بناء مدرج 4R/22L. خلال هذا الوقت معظم الحركة التجارية تحولت من مطار مدينة ديترويت إلى مطار ويلو رن، والذي يبعد بما يزيد على (32 كم) غرب المدينة.
خلال الخمسينات بدأت خطوط بان آم الجوية وخطوط بواك الجوية عملياتها في مطار ديترويت وين ميجر. عام 1956 بمثابة نقطة تحول كبرى في تاريخ المطار. حين وافقت الخطوط الجوية الأمريكية على نقل عملياتها إلى ديترويت وهو ما فعلته بعد عامين من ذلك، بالإضافة إلى أربع شركات طيران أخرى. أيضا إدارة الطيران المدني (التي أصبحت الآن وكالة الطيران الفدرالية): أعلنت إدراج مطار مدينة ديترويت لتلقي المجموعة الأولى من معدات رادار طويل المدى بين المطارات الأمريكية، ليصبح أول مطار معتمد داخل الولايات المتحدة لاستقبال الطائرات النفاثة. وفي عام 1958، تم افتتاح صالة الركاب الجنوبية (L.C. Smith) الجديدة لاستيعاب الشركات الجديدة، وأعيد تسمية المطار إلى الاسم الحالي.
خلال العقد اللاحق، انتقل ما تبقى من حركة الركاب في مطار ويلو رن تدريجيا إلى مطار ديترويت، وافتتاح المبنى الشمالي (سمي لاحقا بصالة ديفي) عام 1966 لاستيعاب الوافدين الجدد. ومع تزايد الحركة الدولية استلزم بناء مبنى صالة مايكل بيري الدولية، وافتتحت في عام 1974. واكتمل بناء آخر مدرج من مدارجه الثلاثة المتوازية الأصلية (3R/21L) في عام 1976.
ساهم بدء شركة خطوط ريببلك الجوية عملياتها في عام 1984، ومن ثم اندماجها مع خطوط نورث ويست الجوية في عام 1986 في توسيع المحور إلى حد كبير. حين بدأت العمليات عبر المحيط الهادي في عام 1987 مع رحلات بدون توقف إلى طوكيو. واكتمال آخر المدارج (4L/22R) في ديسمبر عام 2001. وكانت الإضافة الأكثر أهمية للمطار هو افتتاح مبنى صالة ماكنمارا في عام 2002. الذي بلغ طوله الميل ويحتوي على 122 بوابة سفر. وبتكلفة 1.2 مليار دولار.
تشمل المشاريع القادمة للمطار نظام للسكك الحديدية سيربط المرافق القائمة والصالة الشمالية والمباني الجديدة معا عن طريق الترام. ومدرج جديد للطائرات، وتوسعات في صالات الركاب. وحسب توقعات وكالة الطيران الفدرالية بنمو حركة النقل الجوي بنسبة 67 ٪ في مطار ديترويت على مدى السنوات ال 20 المقبلة، وهو ما يساوي 60 مليون راكب.

## منشآت ومرافق المطار

### مباني صالات الركاب

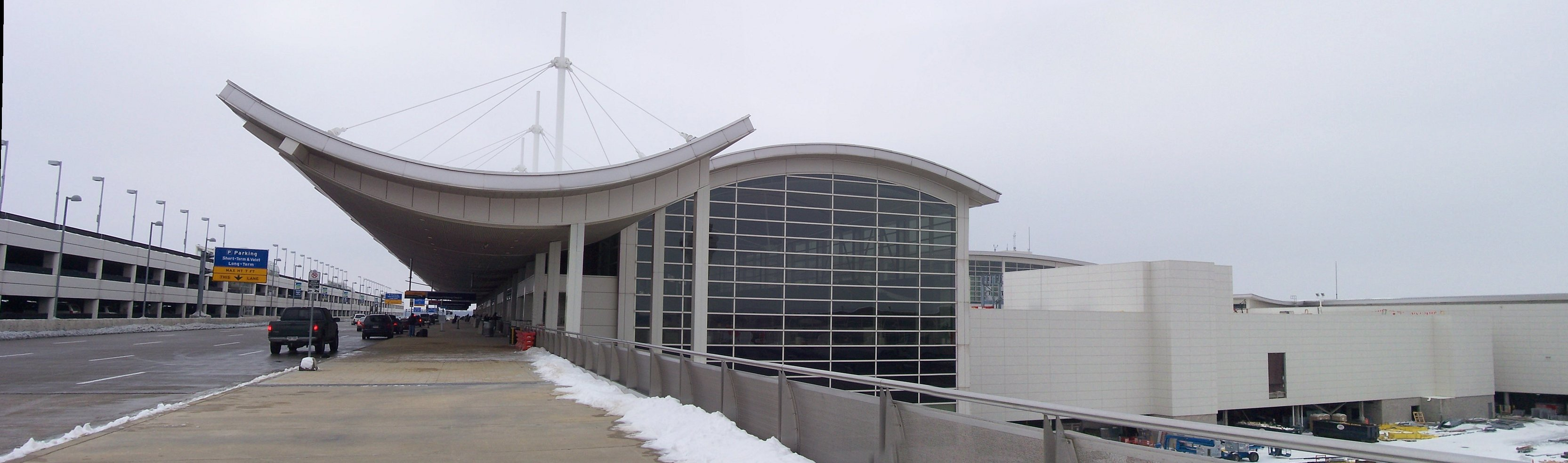
مبنى الصالة الجنوبية (ماكنمارا)

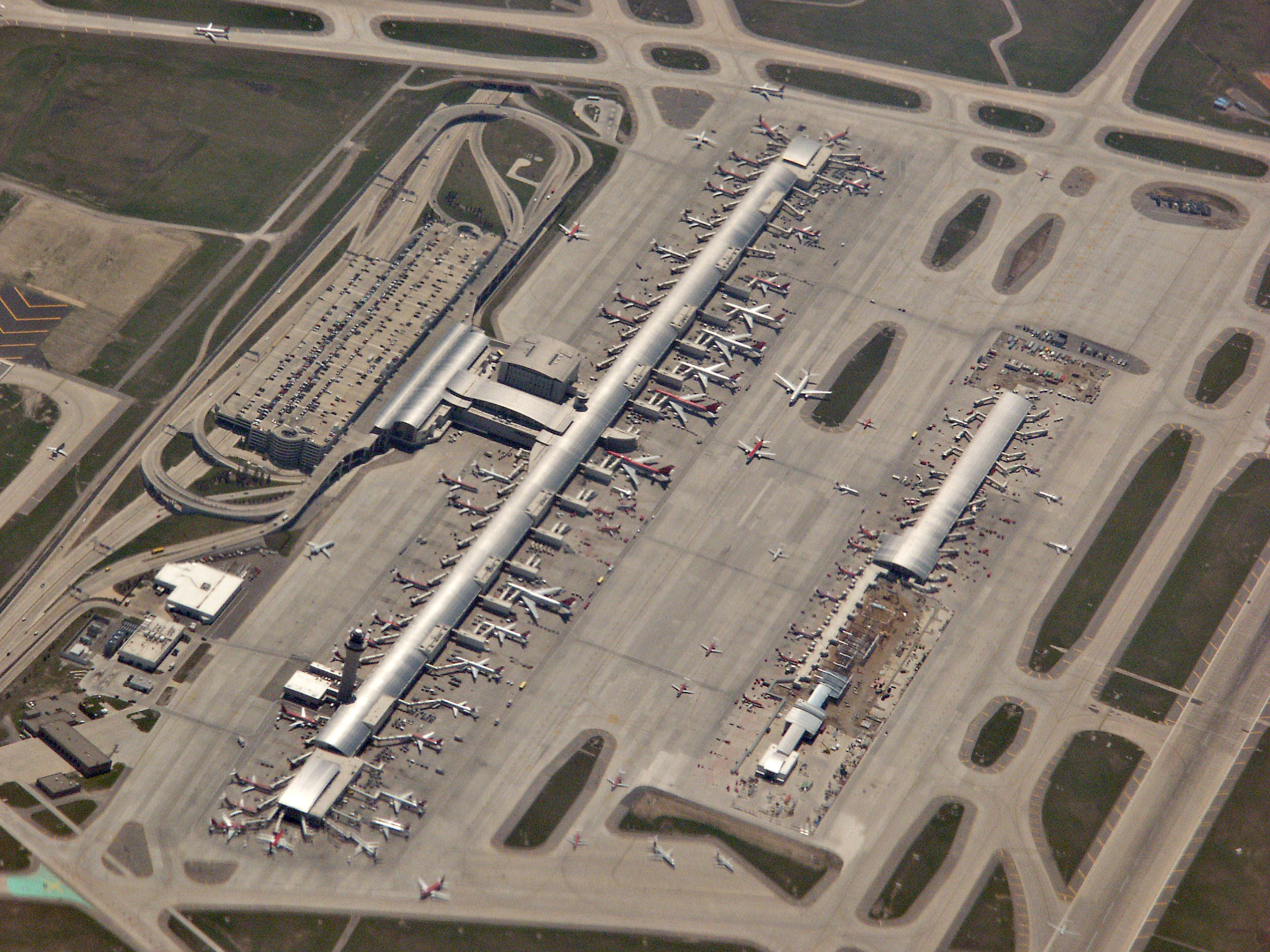
لقطة جوية لمبنى صالة ماكنمارا

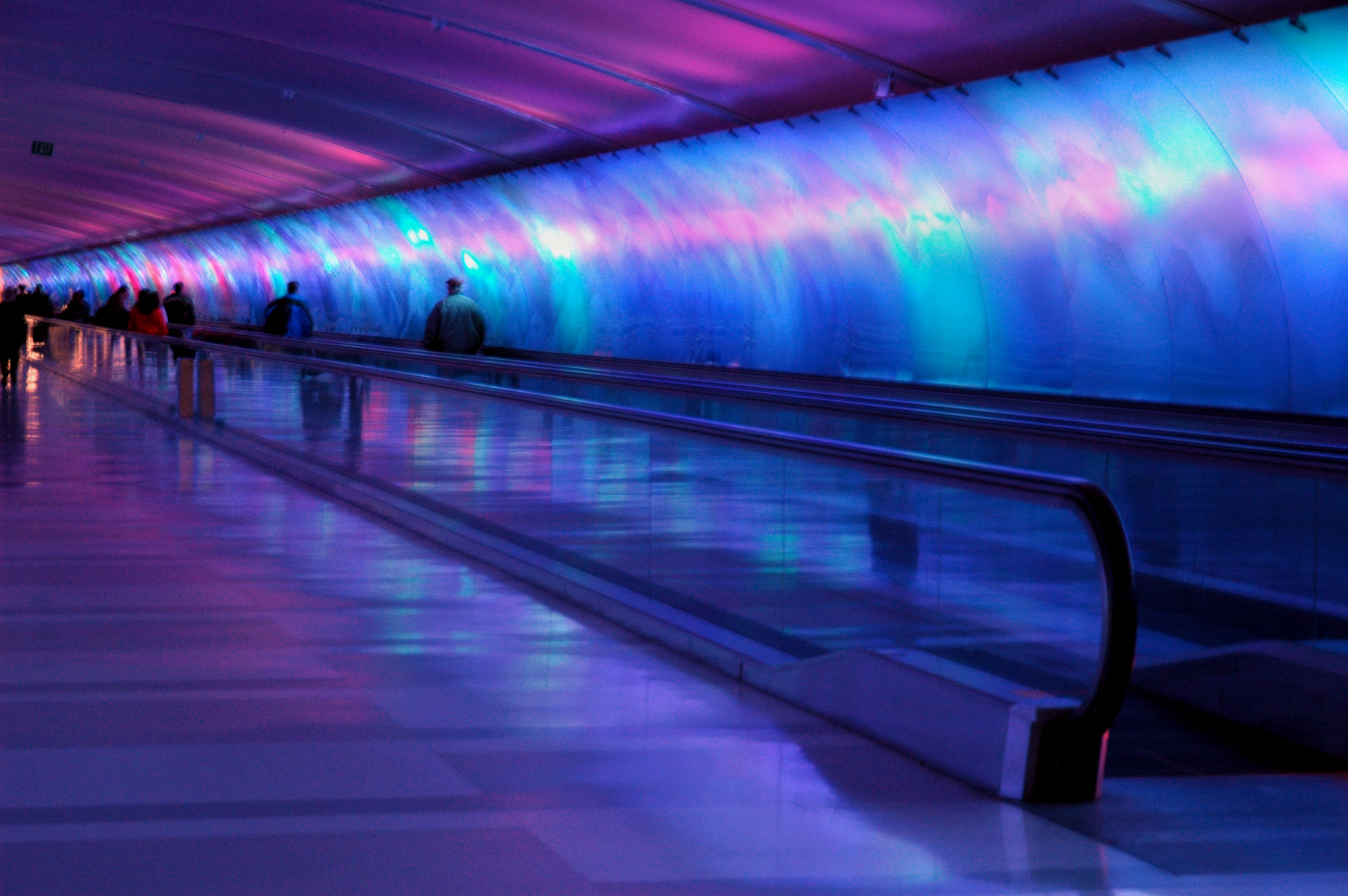
نفق الضوء

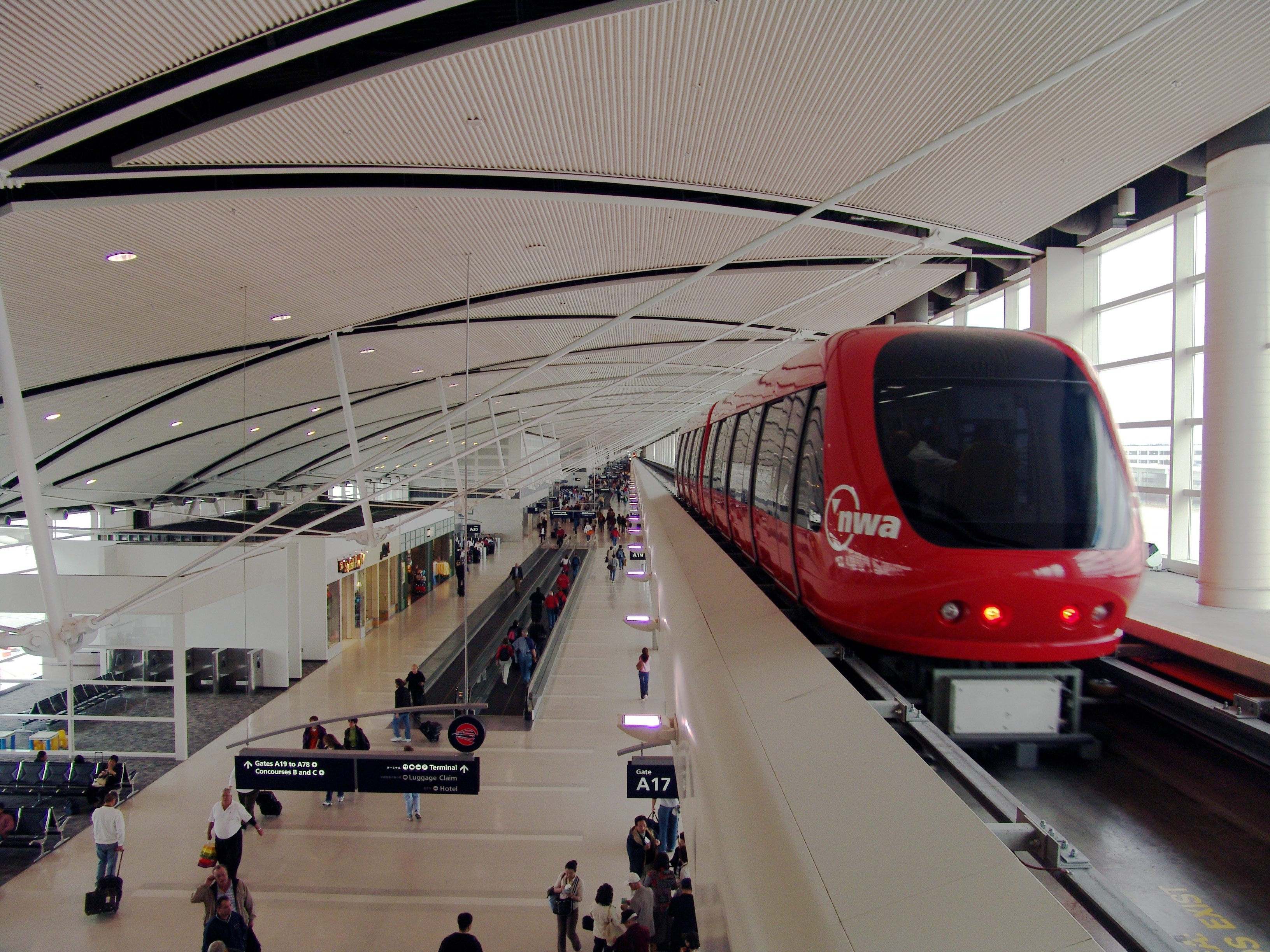
مبنى صالة ماكنمارا

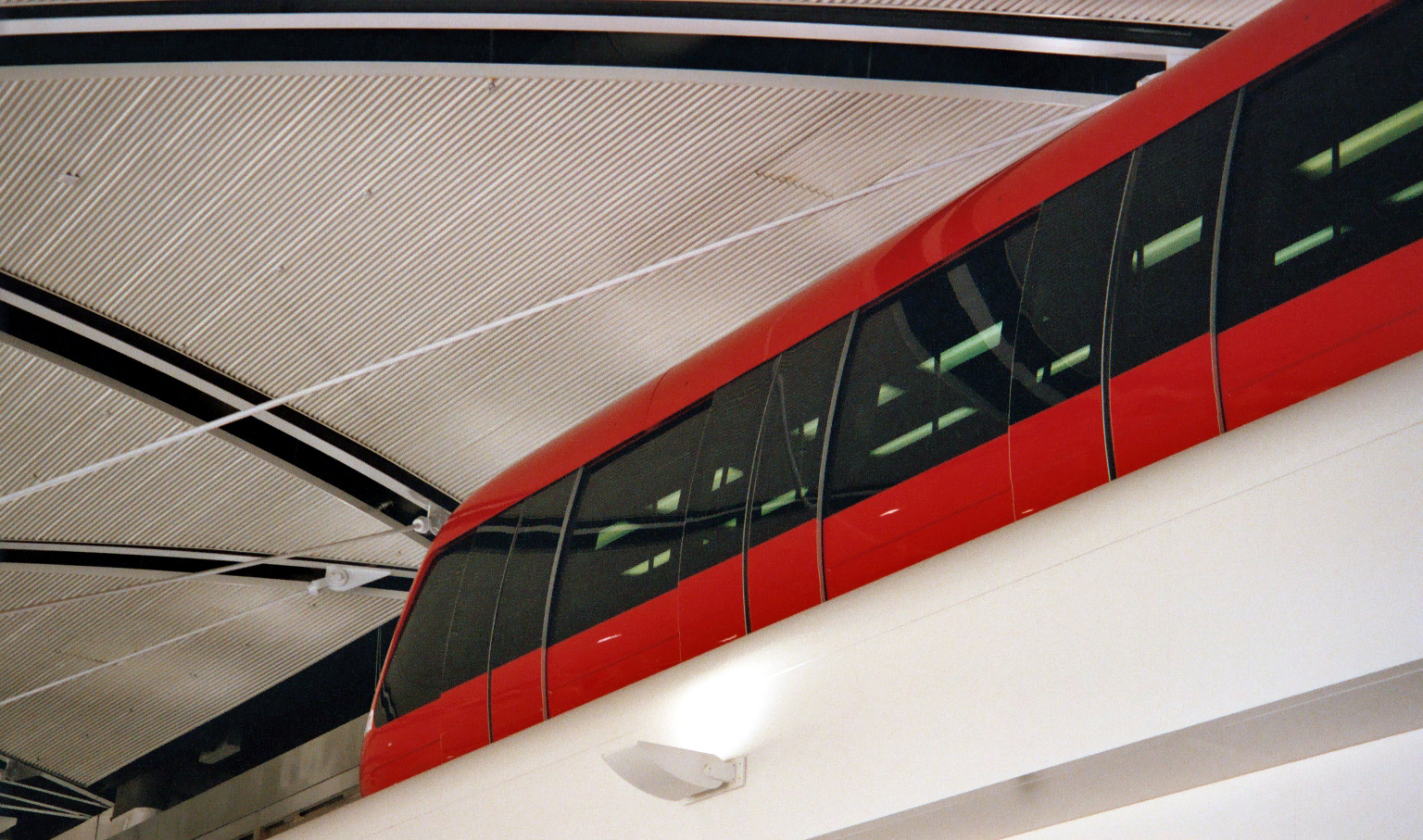
عربات القطار

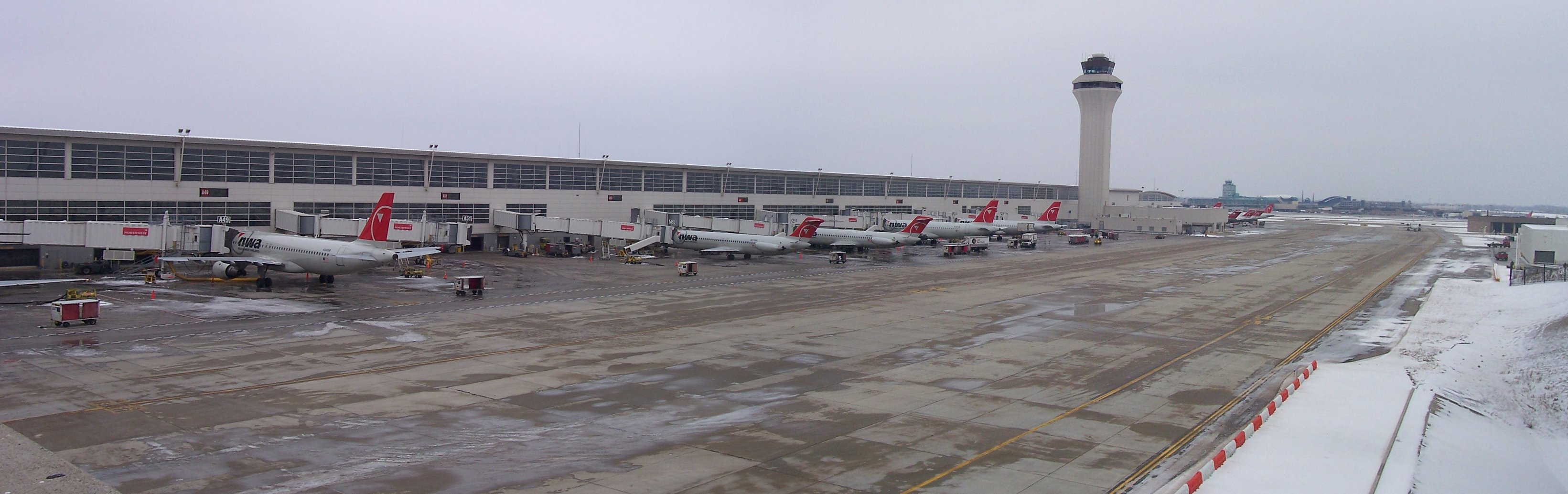
مبنى صالة ماكنمارا

#### مبنى الصالة الجنوبية (ماكنمارا)
مبنى الصالة الجنوبية والتي تسمى بصالة ماكنمارا نسبة إلى إدوارد ماكنمارا المسؤول الإداري لمقاطعة وين تقديرا لجهودة بالإشراف على توسعة المطار، يشار إيها أيضا نورث ويست وورلد جيت واي (البوابة الدولية لخطوط نورث وست الجوية)، افتتحت في يوم 25 فبراير 2002.كبديل لصالة ديفي، التي كانت الصالة الرئيسية لخطوط نورث ويست الجوية حتى اغلاقها في عام 2002.
يستخدم مبنى الصالة حصريا من قبل خطوط نورث ويست الجوية واعضاء تحالف سكاي تيم. يحتوي على ثلاثة صالات، "A" و"B"، و"C"، مرافق التسوق وتناول الطعام في الصالة "A" (المعروفة باسم «الرابط»)، وكذلك في جميع أنحاء الصالات الأخرى.الصالة "A" تحتضن النظام الآلي لنقل الأهالي (People mover) بعربات القطار، وإكسبرس ترام، لنقل الركاب القادمين من طرف الصالة إلى الطرف الآخر بطول (1.6 كم)، ووصولا إلى ثلاث محطات داخلية مختلفة، «محطة الصالة» (في الوسط)، «المحطة الشمال» و«المحطة الجنوبية»، في ما يزيد قليلا عن ثلاث دقائق. تصل عربات الترام في نفس الوقت تقريبا في المحطات الداخلية، وتغادر في اتجاه معاكس، واحدة للشمال وواحدة لمحطة الجنوب. افتتح في أكتوبر 2008 منطقة فرز الأمتعة الجديد في صالة ماكنمارا، مما أدى إلى تحسين فحص الأمتعة من خلال 14 آلة مختلفة للفحص بالأشعة السينية وأجهزة الكشف عن المتفجرات على نظام نقل الأمتعة. قالت شركة طيران نورث وست انها قد خفضت من كمية الأمتعة المفقودة، وانها قد حسنت من عملية توجيه الحقائب لرحلاتها المحددة لها.
الصالة "A" تتضمن 64 بوابة سفر 12 بوابة منها تستخدم لإنهاء إجراءات المغادرين والقادمين الدوليين. خصصت الصالة"A " لجميع الرحلات الداخلية ولكن على متن الطائرات صغسرة الحجم بالإضافة للرحلات الدولية. يحتوي على عدد من السيور الكهربائية للمشي يبلغ مجموع أطوالها 2.4 كيلومتر. وجدت اللافتات التوجيهية ومعظمها باللغة الإنجليزية واليابانية في جميع أنحاء الصالة (بسبب الرحلات المنتظمة من وإلى وجهات في اليابان)، فضلا عن لغات أخرى تقع في المناطق الوسطى من الصالة. بالإضافة لخيارات الطعام المتنوعة للركاب وتشمل ستاربكس، تشيليز، ماكدونالدز، ليتل سيزار، بيرغر كينغ.
صممت البوابات الدولية الاثنتي عشرة بحيث تحتوي عل جسور هوائية مزدوجة كما أنها تحتوي أيضا على اثنين من مداخل الخروج اعتمادا على الرحلة القادمة لمزيد من السرعة في إنهاء الإجراءات. بحيث أن القادمين على الرحلات الداخلية تتبع المسار العلوي مباشرة إلى الصالة.في حين أن القادمين إلى الدوليين المضي قدما إلى الطابق السفلي والجمارك والهجرة.
الصالة "B" "C" لديها حاليا ثمانية وخمسين بوابة سفر. البوابات الشمالية الغربية تستخدم للطائرات الصغيرة لخطوط نورث ويست، وكذلك رحلات دلتا وكونتيننتال. ما يقرب من جميع الرحلات الجوية الإقليمية تستخدم الجسور الهوائية، بدون الحاجة إلى الصعود في الهواء الطلق.
الصالة "B" "C" ترتبط بالجزء الرئيسي من المبنى والصالة "A" بواسطة ممر تحت الأرض، التي تمتد تحت المدرج هذا الممر، والمعروف باسم نفق الضوء، بميزات ترويحية باستخدام عروض الألواح الزجاجية والضوء في أنماط متزامنة مع الموسيقى التصويرية. وحصل على عدة جوائز من بينها جائزة الاستحقاق لتصميم الإضاءة المرموقة جوث (Guth Award of Merit).

#### مبنى الصالة الشمالية
افتتحت يوم 17 سبتمبر 2008. كبديل لصالة بيري وسميث المنتهية الصلاحية، والذي يضم جميع الشركات الغير أعضاء في تحالف سكاي تيم.لم يتم بعد وضع الصيغة النهائية لتسمية الصالة وتم طرح العروض للمنافسة.
تتضمن 24 بوابة سفر مع اثنين من البوابات سيتم افتتاحها في صيف 2009 لاستيعاب رحلات الطائرات العملاقة الجوية الدولية من وإلى المطار.كما تتسم بوجود أربع من الممرات المتحركة الطويلة على مستوى منطقة المغادرين وأخرى في الأسفل للركاب القادمين الدوليين للوصول إلى منطقة خدمات التفتيش الفدرالية. ووجود مرافق وخيارات طعام متنوع للركاب.
الصالة الشمالية تضم اثنين من نقاط التفتيش الأمنية (ست حارات) بطريقة تسمح للسير وفحص الركاب.

## شركات الطيران والوجهات
| شركـات طيـران           | الوجهات | Refs               |
| ----------------------- | --- | ------------------ |
| Aeroméxico Connect      | مطار غوادالاخارا الدولي (تبدأ 14 مارس 2024)، Monterrey، Querétaro (تستأنف 8 يناير 2024) | [ 23 ]             |
| Air Canada Express      | مطار مونتريال الدولي، مطار تورونتو بيرسون الدولي | [ 24 ]             |
| الخطوط الجوية الفرنسية  | مطار باريس شارل ديغول | [ 25 ]             |
| خطوط آلاسكا الجوية      | مطار سياتل تاكوما الدولي | [ 26 ]             |
| الخطوط الجوية الأمريكية | مطار شارلوت دوغلاس الدولي، مطار دالاس فورت ورث الدولي، مطار ميامي الدولي، مطار فينيكس سكاي هاربر الدولي موسمي: مطار فيلادلفيا الدولي | [ 27 ]             |
| إمريكان إيغل            | مطار أوهير الدولي، مطار لاغوارديا، مطار فيلادلفيا الدولي، مطار رونالد ريغان الوطني موسمي: مطار شارلوت دوغلاس الدولي | [ 27 ]             |
| خطوط دلتا الجوية        | مطار سخيبول أمستردام، مطار هارتسفيلد جاكسون، مطار أوستن برغستروم الدولي، مطار بالتيمور واشنطن الدولي، مطار لوجان الدولي، مطار بوفالو نياغارا الدولي ‏، Cancún، مطار شارلوت دوغلاس الدولي، مطار ميدواي الدولي، مطار أوهير الدولي، Cincinnati، Cleveland، مطار دالاس فورت ورث الدولي، مطار دنفر الدولي، Fort Lauderdale ‏، Fort Myers ‏، مطار فرانكفورت، Grand Rapids ‏، Hartford، مطار هونولولو الدولي، مطار جورج بوش الدولي، مطار إنديانابوليس الدولي، مطار جاكسونفيل الدولي، Kansas City ‏، مطار هاري ريد الدولي، مطار لندن هيثرو، مطار لوس أنجلوس الدولي، Madison، مطار ممفيس الدولي، مطار بينيتو خواريز الدولي، مطار ميامي الدولي، Milwaukee، مطار منيابولس سانت بول الدولي، Myrtle Beach ‏، مطار ناشفيل الدولي، مطار نيوآرك ليبرتي الدولي، مطار نيو اورليانز لويس أرمسترونغ الدولي، مطار جون إف كينيدي الدولي، مطار لاغوارديا، Orange County ‏، مطار أورلاندو الدولي، مطار باريس شارل ديغول، مطار فيلادلفيا الدولي، مطار فينيكس سكاي هاربر الدولي، مطار بيتسبرغ الدولي ‏، Portland (ME) ‏، Providence، Raleigh/Durham، Richmond، Sacramento (تستأنف 8 يوليو 2024)، مطار سولت ليك سيتي الدولي، مطار سان أنطونيو الدولي، مطار سان دييغو الدولي، مطار سان فرانسيسكو الدولي، مطار لويس مارين مونيوز، Sarasota، مطار سياتل تاكوما الدولي، مطار إنتشون الدولي، مطار شانغهاي بودنغ الدولي، مطار سانت لويس الدولي، مطار تامبا الدولي، مطار طوكيو هانيدا الدولي، Traverse City ‏، مطار رونالد ريغان الوطني، مطار بالم بيتش الدولي موسمي: Albany، مطار تيد ستيفنز أنكوراج الدولي (تستأنف 7 يونيو 2024)، Bozeman، Charleston (SC) ‏، Columbus–Glenn، Destin/Fort Walton Beach ‏، Green Bay ‏، مطار سانجستر الدولي، مطار ميونخ الدولي، Norfolk، Pensacola، مطار بورتلاند الدولي، Puerto Vallarta ‏، Punta Cana ‏، مطار كيفلافيك الدولي، مطار ليوناردو دا فينشي، San José del Cabo ‏، Savannah، Syracuse | [بحاجة لمصدر أفضل] |
| Delta Connection        | Albany، Alpena، Appleton، Binghamton (تستأنف 8 يناير 2024)، Birmingham (AL) ‏، Bloomington/Normal، Chattanooga، Cincinnati، Cleveland، Columbus–Glenn، Des Moines ‏، Elmira/Corning، Escanaba (MI) ‏، Green Bay ‏، Greensboro، Greenville/Spartanburg، مطار هاريسبورغ الدولي ‏، مطار هنتسفيل الدولي، مطار إنديانابوليس الدولي، Iron Mountain ‏، Kalamazoo، Knoxville، Lansing، Lexington، Louisville، Madison، Marquette، مطار ممفيس الدولي، Milwaukee، مطار مونتريال الدولي، مطار جون إف كينيدي الدولي، Norfolk، Omaha، Pellston، مطار بيتسبرغ الدولي ‏، Providence، Richmond، Rochester (NY) ‏، Saginaw، Sault Ste. Marie (MI) ‏، South Bend ‏، Syracuse، مطار تورونتو بيرسون الدولي، Traverse City ‏، مطار واشنطن دولس الدولي، White Plains ‏ موسمي: Burlington (VT) ‏، Portland (ME) ‏ | [بحاجة لمصدر أفضل] |
| خطوط فرونتير الجوية     | مطار هارتسفيلد جاكسون، مطار دنفر الدولي، مطار هاري ريد الدولي، مطار أورلاندو الدولي، مطار فينيكس سكاي هاربر الدولي، Raleigh/Durham، مطار تامبا الدولي موسمي: Cancún (تبدأ في 16 نوفمبر 2023)، Fort Myers ‏ (تبدأ في 16 نوفمبر 2023)، مطار سان فرانسيسكو الدولي | [ 33 ]             |
| طيران آيسلندا           | موسمي: مطار كيفلافيك الدولي | [ 34 ]             |
| خطوط جيت بلو الجوية     | مطار لوجان الدولي، مطار جون إف كينيدي الدولي | [ 35 ]             |
| لوفتهانزا               | مطار فرانكفورت | [ 36 ]             |
| الملكية الأردنية        | مطار الملكة علياء الدولي | [ 37 ]             |
| خطوط ساوث ويست الجوية   | مطار بالتيمور واشنطن الدولي، مطار ميدواي الدولي، مطار دنفر الدولي، مطار هاري ريد الدولي، مطار ناشفيل الدولي، مطار فينيكس سكاي هاربر الدولي، مطار سانت لويس الدولي موسمي: مطار أورلاندو الدولي، مطار تامبا الدولي | [ 38 ]             |
| خطوط سبيريت الجوية      | مطار هارتسفيلد جاكسون، مطار أوستن برغستروم الدولي، مطار بالتيمور واشنطن الدولي، Cancún، مطار دالاس فورت ورث الدولي، Fort Lauderdale ‏، Fort Myers ‏، مطار جورج بوش الدولي، مطار هاري ريد الدولي، مطار لوس أنجلوس الدولي، مطار ميامي الدولي، مطار منيابولس سانت بول الدولي، Myrtle Beach ‏، مطار نيوآرك ليبرتي الدولي، مطار لاغوارديا، مطار أورلاندو الدولي، مطار تامبا الدولي موسمي: مطار نيو اورليانز لويس أرمسترونغ الدولي، مطار فيلادلفيا الدولي، مطار فينيكس سكاي هاربر الدولي، مطار لويس مارين مونيوز | [ 40 ]             |
| خطوط بلاد الشمس الجوية  | موسمي: مطار منيابولس سانت بول الدولي | [ 41 ]             |
| الخطوط الجوية التركية   | مطار إسطنبول الدولي (تبدأ في 15 نوفمبر 2023) | [ 42 ]             |
| الخطوط الجوية المتحدة   | مطار أوهير الدولي، مطار دنفر الدولي، مطار جورج بوش الدولي، مطار نيوآرك ليبرتي الدولي | [بحاجة لمصدر أفضل] |
| United Express          | مطار أوهير الدولي، مطار جورج بوش الدولي، مطار نيوآرك ليبرتي الدولي، مطار واشنطن دولس الدولي | [ 43 ]             |
| ويست جت إيرلاينز ‏       | موسمي: مطار كالغاري الدولي | [ 44 ]             |

## الإحصائيات

### أهم الوجهات

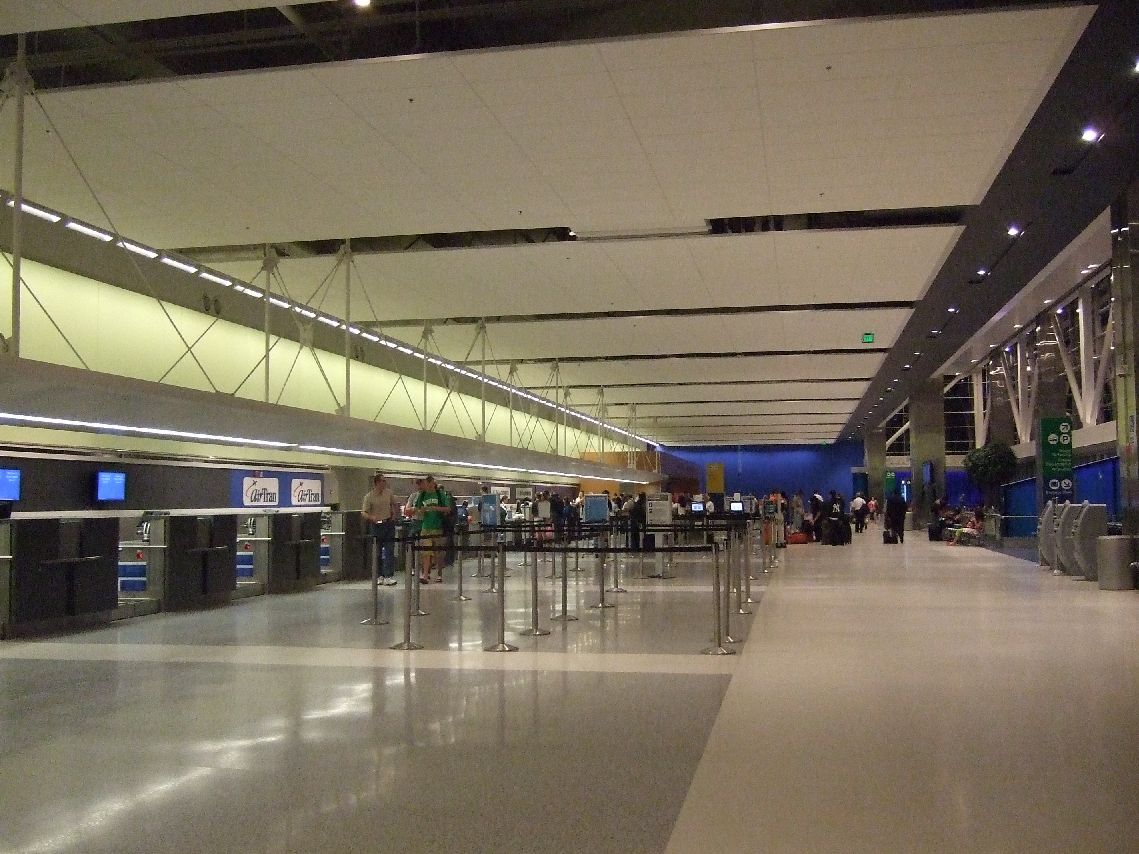
صالة الوصول في المحطة الشمالية

| الرتبة | المدينة                       | المسافرون | الناقل                                      |
| ------ | ----------------------------- | --------- | ------------------------------------------- |
| 1      | مطار هارتسفيلد جاكسون         | 804,000   | دلتا، فرونتير، سيبريت                       |
| 2      | مطار أورلاندو الدولي          | 608,000   | دلتا، فرونتير، ساوث ويست، سيبريت            |
| 3      | مطار هاري ريد الدولي          | 505,000   | دلتا، فرونتير، ساوث ويست، سيبريت            |
| 4      | مطار لاغوارديا                | 444,000   | الأمريكية، دلتا، سيبريت                     |
| 5      | مطار لوس أنجلوس الدولي        | 438,000   | دلتا، سيبريت                                |
| 6      | مطار دالاس فورت ورث الدولي    | 433,000   | الأمريكية، دلتا، سيبريت                     |
| 7      | مطار دنفر الدولي              | 410,000   | دلتا، فرونتير، ساوث ويست، سيبريت، المتحدة   |
| 8      | Fort Lauderdale، Florida ‏     | 377,000   | دلتا، سيبريت                                |
| 9      | مطار أوهير الدولي             | 365,000   | الأمريكية، دلتا، المتحدة                    |
| 10     | مطار فينيكس سكاي هاربر الدولي | 362,000   | الأمريكية، دلتا، فرونتير، ساوث ويست، سيبريت |

| الرتبة | المطار                     | المسافرون | الناقل                |
| ------ | -------------------------- | --------- | --------------------- |
| 1      | مطار سخيبول أمستردام       | 347,856   | دلتا                  |
| 2      | مطار باريس شارل ديغول      | 314,063   | طيران فرنسا، دلتا     |
| 3      | Cancún، Mexico             | 306,594   | دلتا، فرونتير، سيبريت |
| 4      | مطار تورونتو بيرسون الدولي | 153,619   | طيران كندا، دلتا      |
| 5      | مطار فرانكفورت             | 145,448   | دلتا، لوفتهانزا       |
| 6      | مطار إنتشون الدولي         | 130,620   | دلتا                  |
| 7      | مطار مونتريال الدولي       | 128,873   | طيران كندا، دلتا      |
| 8      | مطار لندن هيثرو            | 115,796   | دلتا                  |
| 9      | مطار بينيتو خواريز الدولي  | 72,619    | دلتا                  |
| 10     | مطار ميونخ الدولي          | 50,340    | دلتا                  |

### أكبر الشركات
| الرتبة | الناقل                  | المسافرون  | الحصة  |
| ------ | ----------------------- | ---------- | ------ |
| 1      | خطوط دلتا الجوية        | 14,871,000 | 57.13% |
| 2      | خطوط سبيريت الجوية      | 2,900,000  | 11.14% |
| 3      | SkyWest Airlines        | 2,335,000  | 8.97%  |
| 4      | Endeavor Air            | 1,729,000  | 6.64%  |
| 5      | الخطوط الجوية الأمريكية | 1,051,000  | 4.04%  |
| 6      | آخرى                    | 3,144,000  | 12.08% |

### عدد الركاب
شاهد source Wikidata query and sources.
| السنة | المسافرون  | السنة | المسافرون  | السنة | المسافرون  |
| ----- | ---------- | ----- | ---------- | ----- | ---------- |
| 1995  | 28,298,215 | 2005  | 36,383,514 | 2015  | 33,440,112 |
| 1996  | 27,408,666 | 2006  | 35,972,673 | 2016  | 34,401,254 |
| 1997  | 30,732,871 | 2007  | 36,013,478 | 2017  | 34,701,497 |
| 1998  | 30,803,158 | 2008  | 35,135,828 | 2018  | 35,236,676 |
| 1999  | 33,967,819 | 2009  | 31,357,388 | 2019  | 36,769,279 |
| 2000  | 35,535,080 | 2010  | 32,377,064 | 2020  | 14,105,007 |
| 2001  | 32,631,463 | 2011  | 32,406,159 | 2021  | 23,610,765 |
| 2002  | 32,477,694 | 2012  | 32,242,473 | 2022  | 28,160,572 |
| 2003  | 32,738,900 | 2013  | 32,389,544 |       |            |
| 2004  | 35,229,705 | 2014  | 32,513,555 |       |            |